# للي سرخك شبليز (باتاوة)
للي سرخك شبليز (بالفارسية: للی سرخک شبلیز) هي قرية تقع في إيران في قسم باتاوة الريفي.